# Артиљерија
Артиљерија је назив за род копнене војске коме је сврха обављање борбених задатака уз помоћ артиљеријских оруђа. Често се назива Краљицом битке. Иако се појава артиљерије обично везује уз развитак ватреног оружја, она је постојала и у ранијем периоду у облику различитих направа за испаљивање великих пројектила на даљину, најчешће у сврху рушења непријатељских фортификација у тврђавском ратовању. Због слабе мобилисаности, прецизности и брзине испаљивања испочетка је готово искључиво кориштена као опсадна артиљерија.
С временом је развитак металургије, односно нешто лакших и мобилнијих типова артиљеријског оруђа довео до стварања пољске артиљерије, која се с временом почела одвајати од пешадије наоружане стрељачким наоружањем, те је почела играти све важнију улогу у биткама на отвореном пољу. Артиљерија је до XX века стекла такав домет и разорну моћ, да јој се приписује већина људских губитака у Првом светском рату. Артиљерија се, с обзиром на тежину оруђа, дели на и лаку и тешку артиљерију, а по намени, уз пољску артиљерију постоје још и: противтенковска артиљерија, противавионска артиљерија и обална артиљерија. Бродска артиљерија је назив за артиљеријска оружја која сачињавају наоружање појединог ратног брода. Артиљеријске јединице које се састоје самоходних артиљеријских оруђа се називају самоходна артиљерија.
Артиљерија се користила барем од прве Индустријске револуције. Већина борбених погинућа у Наполеоновим ратовима, Првом и Другом светском рату изазвана је артиљеријом. 1944 Године, Јосиф Стаљин је у говору рекао да је артиљерија „Бог рата”.